# King (Caroline du Nord)
Pour les articles homonymes, voir King.
King est une ville américaine située dans les comtés de Stokes et de Forsyth en Caroline du Nord. En 2010, sa population était de 6 904 habitants.

## Démographie
| 1990  | 2000  | 2010  | - | - | - |
| ----- | ----- | ----- | - | - | - |
| 4 059 | 5 952 | 6 904 | - | - | - |

## Traduction
- (en) Cet article est partiellement ou en totalité issu de l’article de Wikipédia en anglais intitulé « King, North Carolina » (voir la liste des auteurs).